# Sunia Fili
Sunia Manu Fili (n. 1 de diciembre de 1965) es un político tongano y miembro de la Asamblea Legislativa de Tonga. Es un antiguo miembro del Movimiento por los Derechos Humanos y la Democracia. 
Fili se graduó con una licenciatura de la Universidad del Pacífico Sur en Fiyi. Trabajó como abogado y profesor de secundaria antes de ingresar a la política. Fue elegido por primera vez en la Asamblea Legislativa como representante Popular por Eua en las elecciones de 199.
En septiembre de 2009, Fili fue el único miembro de la Asamblea Legislativa de Tonga que apoyó la ratificación de la Convención sobre la eliminación de todas las formas de discriminación contra la mujer.
Fili fue reelegido parlamentario por el distrito electoral de 'Eua 11 en las elecciones de 2010. Fue nombrado ministro de Finanzas en el Gabinete de Lord Tuʻivakano, al que se agregó la cartera de Ingresos Internos el 1 de septiembre de 2011. En una reorganización del Gabinete el 1 de mayo de 2012, Fili fue designado ministro de Policía, Prisiones y Servicios de Bomberos; Lisiate 'Akolo fue nombrado ministro de Finanzas y Sosefo Vakata recibió la cartera de Ingresos. A fines de junio de 2012, Fili, junto con otros dos ministros, renunció al Gabinete para apoyar una moción de no censura presentada por el Partido Democrático de las Islas Amigas contra el gobierno.
En julio de 2014, Fili fue abandonado como candidato del Partido Democrático.